# 再度劉郎
《再度劉郎》是一部1940年的美國脫線喜劇電影，由霍華·霍克斯執導，主演是加里·格兰特、羅莎琳德·拉塞爾和拉爾夫·貝拉米。
這部電影和1931年電影《犯罪的都市》都是改編自1928年的戲劇《犯罪的都市》（The Front Page）。劇情描述一名記者為了追回也是記者的前妻而發生的趣事。
電影大受好評，也被美国电影学会列入AFI百年百大喜劇電影之中，而美國國家影片登記表也納入此片。

## 演員

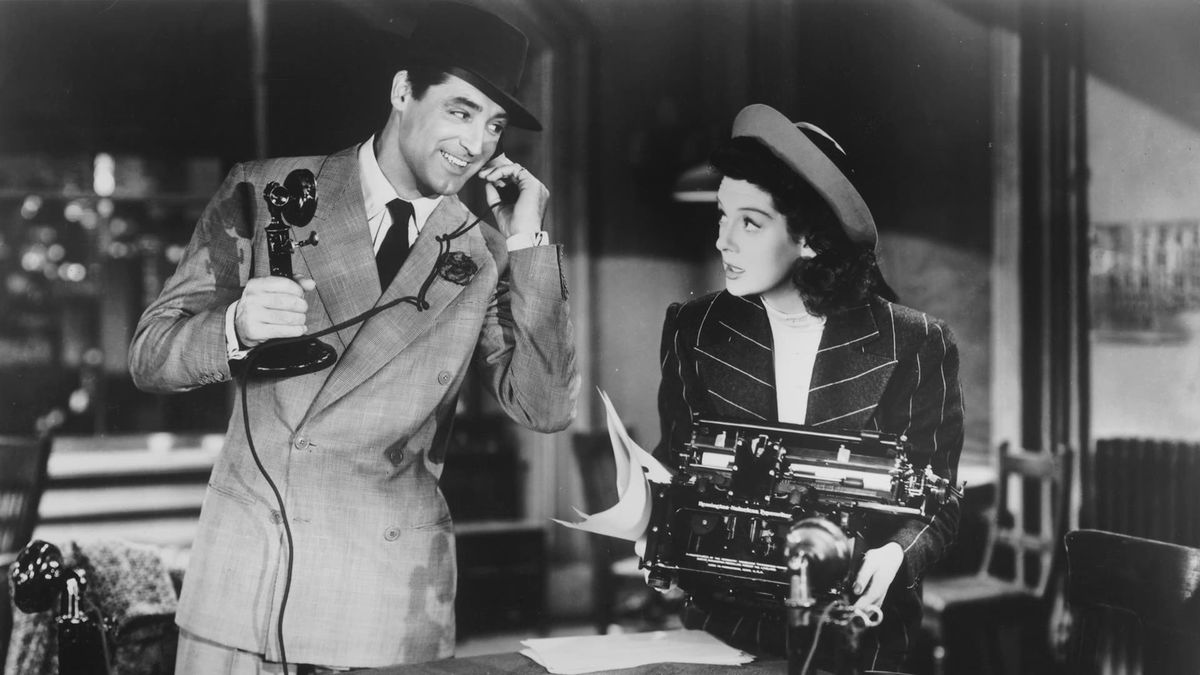
加里·格兰特和羅莎琳德·拉塞爾

- 加里·格兰特 飾 Walter Burns
- 羅莎琳德·拉塞爾 飾 Hildegard "Hildy" Johnson
- 拉爾夫·貝拉米（英语：Ralph Bellamy） 飾 Bruce Baldwin
- 阿爾瑪·克魯格（英语：Alma Kruger） 飾 Mrs. Baldwin
- 傑納·洛克哈特（英语：Gene Lockhart） 飾 Peter B. Hartwell
- 克拉倫斯·科爾布（英语：Clarence Kolb） 飾 Mayor Fred
- 阿伯納·比伯曼（英语：Abner Biberman） 飾 Louis "Diamond Louie" Peluso
- 約翰·奎倫（英语：John Qualen） 飾 Earl Williams
- 海倫·梅克（英语：Helen Mack） 飾 Mollie Malloy
- 波特·霍爾（英语：Porter Hall） 飾 Murphy
- 歐內斯特·特魯克斯（英语：Ernest Truex） 飾 Roy V. Bensinger
- 克里夫·愛德華（英语：Cliff Edwards） 飾 Endicott
- 羅斯科·卡恩斯（英语：Roscoe Karns） 飾 McCue
- 法蘭克·詹克斯（英语：Frank Jenks） 飾 Wilson
- 雷基斯·特美（英语：Regis Toomey） 飾 Sanders
- 法蘭克·奧斯（英语：Frank Orth） 飾 Duffy
- 比利·吉爾伯特（英语：Billy Gilbert） 飾 Joe Pettibone
- 帕特·韋斯特（英语：Pat West (actor)） 飾 Warden Cooley
- 愛德溫·馬克斯韋爾（英语：Edwin Maxwell (actor)） 飾 Dr. Max J. Eggelhoffer
- 瑪麗恩·馬丁（英语：Marion Martin） 飾 Evangeline

## 外部連結
- 互联网电影数据库（IMDb）上《再度劉郎》的资料（英文）
- TCM电影资料库上《再度劉郎》的资料（英文）
- AllMovie上《再度劉郎》的资料（英文）
- 收藏的影片《再度劉郎》[更多内容]

1. 聯合新聞網. . 噓！星聞. 2016-10-05  [2024-09-29] （中文（臺灣））.